# HD 5319
HD 5319는 고래자리 방향에 있는 항성이다. 이 별은 분광형 K0의 거성으로, 중심핵에 있던 수소를 모두 소진하여 생의 마지막을 향해 진화하고 있다. 이 별이 주계열성이었던 시절에는 뜨거운 F형 보다 차가운 A형이었을 것이다.
이 별의 반지름은 태양의 약 3배 이상이기 때문에 부피는 태양의 35배 정도 된다. 질량은 태양의 1.5배이므로 밀도는 매우 낮다.
이 별의 절대 등급은 +3.05로 맨눈으로도 쉽게 볼 수 있을 것이지만 실제 HD 5319는 이보다 약 10 배 멀리 떨어져 있기 때문에 겉보기 등급은 +8.05로 맨눈으로 볼 수는 없다. 이 별을 관측하려면 쌍안경 또는 작은 망원경이 필요하다.
2007년 1월 11일 캘리포니아-카네기 행성탐사팀이 이 별 주위를 도는 행성 한 개를 발견했다.

## HD 5319 b
HD 5319 b는 목성질량의 두 배 정도 되는 외계 행성이고, 가스 행성으로 분류할 수 있다. 이 행성의 궤도 이심률은 작은 편이며, 항성으로부터 1.53 ~ 1.95 천문단위 떨어진 곳을 1.8년 주기로 공전하고 있다.

## 참고 문헌
Sarah E. Robinson (1), Gregory Laughlin (1), Steven S. Vogt (1), Debra A. Fischer (2), R. Paul Butler (3), Geoffrey W. Marcy (4), Gregory W. Henry (5), Peter Driscoll (2,6), Genya Takeda (7), John A. Johnson (4) ((1) UCO/Lick Observatory, (2) San Francisco State University, (3) Carnegie DTM, (4) University of California, Berkeley, (5) Tennessee State University, (6) Johns Hopkins University, (7) Northwestern University) (2007년 8월 6일). “Two Jovian-Mass Planets in Earthlike Orbits”. 